# Differentievergelijking
In de wiskunde, meer in het bijzonder de discrete wiskunde, is een differentievergelijking, ook aangeduid als recurrente betrekking of  recursief voorschrift, een relatie, waarmee de elementen van een rij in recursieve vorm worden gedefinieerd, dat wil zeggen dat ieder element van de rij is een functie van de voorgaande elementen. Als we de rij aangeven met {\displaystyle x}, wordt het element met index {\displaystyle n} gegeven door: 
{\displaystyle x_{n}=f_{n}(x_{n-1},x_{n-2},\ldots ,x_{1},x_{0})}
De rij wordt dan volledig bepaald door {\displaystyle x_{0}} en de functies {\displaystyle (f_{n})_{n\geq 1}}, of als we ook een constante functie {\displaystyle f_{0}} gebruiken: volledig bepaald door de functies {\displaystyle (f_{n})_{n\geq 0}}.
Speciaal geval:
{\displaystyle x_{n}=f(x_{n-1},x_{n-2},\ldots ,x_{n-k})}
De rij wordt dan volledig bepaald door {\displaystyle x_{0},\ldots ,x_{k-1}} en de functie {\displaystyle f}.
Een differentievergelijking is het discrete analogon van een differentiaalvergelijking. Een differentievergelijking legt het verband tussen de waarden van een functie op discrete tijdstippen, met evenveel tijd ertussen. Dat is dus anders dan bij de eindige-elementenmethode, waarbij het verschil tussen de verschillende punten eventueel wel mag verschillen.

## Lineaire differentievergelijkingen
Een speciaal geval vormen de lineaire differentievergelijkingen, waarin de functie f een lineaire functie is. Een lineaire differentievergelijking van de orde k heeft de vorm:
{\displaystyle x_{n}=c_{0}(n)+c_{1}(n)x_{n-1}+c_{2}(n)x_{n-2}+\ldots +c_{k}(n)x_{n-k}},
waarin de coëfficiënten {\displaystyle c} nog van {\displaystyle n} kunnen afhangen. Zijn de coëfficiënten c niet afhankelijk van n, dan spreken we van een lineaire differentievergelijking van de orde k met constante coëfficiënten: 
{\displaystyle x_{n}=c_{0}+c_{1}x_{n-1}+c_{2}x_{n-2}+\ldots +c_{k}x_{n-k}}
In het geval {\displaystyle c_{0}=0} spreken we van de homogene vergelijking, waarvan oplossingen worden gevonden door de substitutie:
{\displaystyle x_{n}=\lambda ^{n}},
waardoor de vergelijking overgaat in:
{\displaystyle \lambda ^{n}=c_{1}\lambda ^{n-1}+c_{2}\lambda ^{n-2}+\ldots +c_{k}\lambda ^{n-k}}
of
{\displaystyle \lambda ^{k}-c_{1}\lambda ^{k-1}-c_{2}\lambda ^{k-2}-\ldots -c_{k-1}\lambda -c_{k}=0}.
De vergelijking heet de karakteristieke vergelijking.
Als alle wortels {\displaystyle \lambda _{1},\ldots ,\lambda _{k}} verschillend zijn, wordt de algemene oplossing van de homogene differentievergelijking gegeven door:
{\displaystyle x_{Hn}=a_{1}\lambda _{1}^{n}+\ldots +a_{k}\lambda _{k}^{n}},
waarin de coëfficiënten {\displaystyle a_{i}} nog vrij kunnen worden gekozen. Na het vinden van een speciale oplossing {\displaystyle x_{Sn}} van de algemene vergelijking, wordt de oplossing gegeven door:
{\displaystyle x_{n}=x_{Sn}+x_{Hn}}

### Rij van Fibonacci
De rij van Fibonacci wordt gedefinieerd door de differentievergelijking:
{\displaystyle u_{0}=0}
{\displaystyle u_{1}=1}
{\displaystyle u_{n}=u_{n-1}+u_{n-2}} voor {\displaystyle n=2,3,\ldots }
In dit voorbeeld van een lineaire differentievergelijking hangt de waarde van de volgende term slechts af van de twee voorgaande. We zeggen dat de differentievergelijking van de tweede orde is.
De differentievergelijking voor de rij van Fibonacciis een homogene lineaire differentievergelijking van de orde 2 met constante coëfficiënten. De karakteristieke vergelijking is: 
{\displaystyle \lambda ^{2}-\lambda -1=0},
met wortels:
{\displaystyle \lambda _{1,2}={\frac {1\pm {\sqrt {5\ }}}{2}}}
De algemene oplossing is:
{\displaystyle x_{Hn}=a_{1}\lambda _{1}^{n}+a_{2}\lambda _{2}^{n}}
Uit de beginvoorwaarde {\displaystyle x_{0}=0} volgt dat {\displaystyle a_{1}=-a_{2}} en uit {\displaystyle x_{1}=1} en het gegeven dat: 
{\displaystyle \lambda _{1}-\lambda _{2}={\sqrt {5\ }}}
volgt dat
{\displaystyle a_{1}={\frac {1}{\sqrt {5\ }}}},
zodat de algemene oplossing is:
{\displaystyle x_{n}={\frac {(1+{\sqrt {5\ }})^{n}-(1-{\sqrt {5\ }})^{n}}{2^{n}{\sqrt {5\ }}}}}

## Logistische differentievergelijking

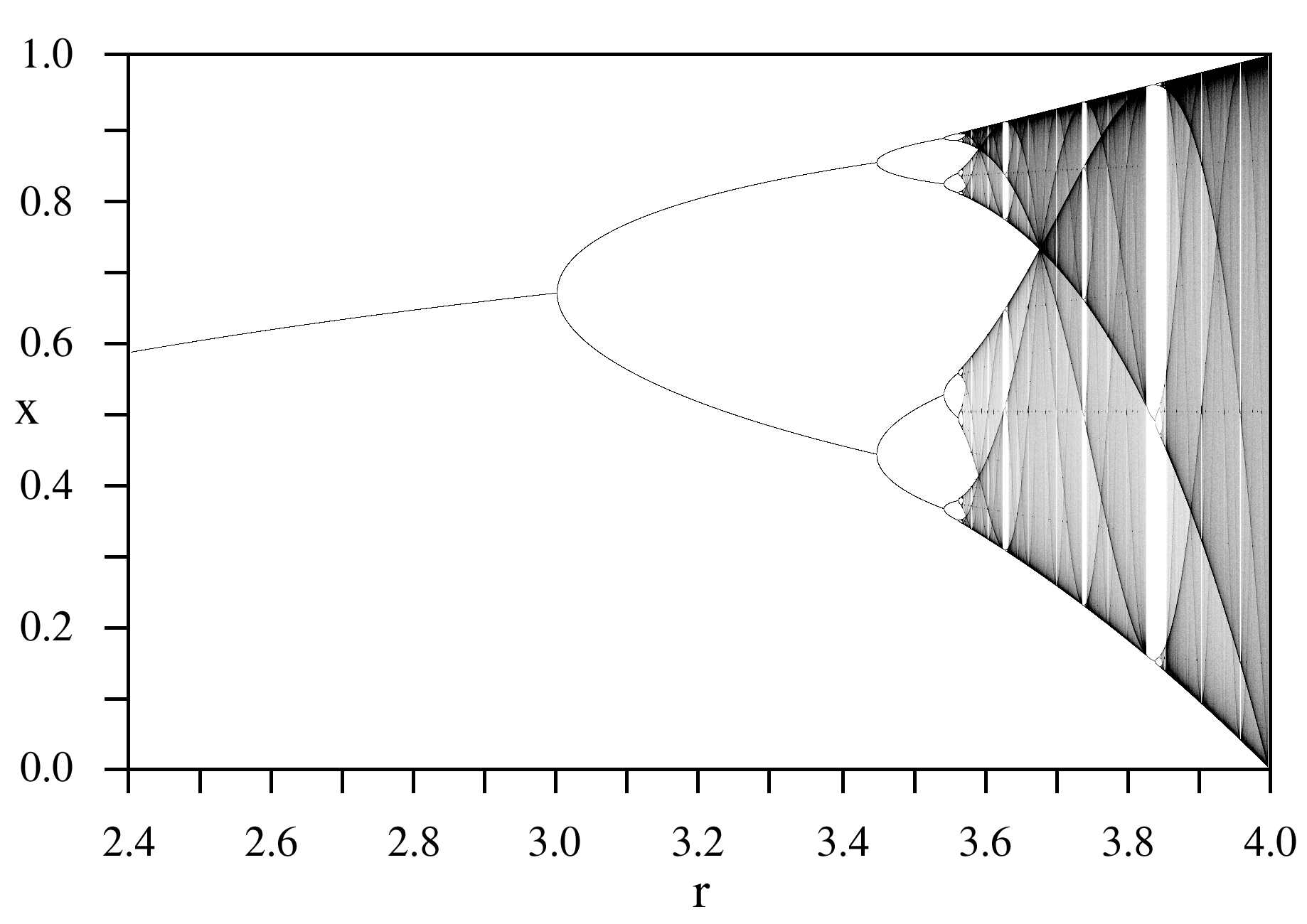
Bifurcatiediagram voor de logistische differentievergelijking

De logistische differentievergelijking
{\displaystyle \qquad x_{n+1}=rx_{n}(1-x_{n})}
met parameter {\displaystyle r} in [0,4] en een beginwaarde {\displaystyle x_{0}} is een bekend voorbeeld dat Mitchell Feigenbaum heeft bestudeerd.
De linkerafbeelding toont het verloop van 63 iteraties, achtereenvolgens voor toenemende waarden van {\displaystyle r} van 2 tot 4, behalve bij sommige beginwaarden {\displaystyle x_{0}}:
- Tot de waarde 3 convergeert de rij naar het dekpunt {\displaystyle 1-1/r}.
- Tussen de waarden 3 en {\displaystyle 1+{\sqrt {6\ }}\ (\approx 3{,}44949)} oscilleert de rij tussen twee waarden zonder te convergeren.
- Tussen ongeveer 3,44949 en 3,54409, een nulpunt van een polynoom van de 12e graad}[2] is er een cyclus van vier waarden.
- Na ongeveer 3,54409 wordt het een cyclus van acht waarden en treedt er daarna steeds weer een periodeverdubbeling op. De lengtes van de intervallen worden steeds gedeeld door een factor die nadert tot de constante van Feigenbaum van ongeveer 4,66920. Het verloop van de iteraties wordt daarbij steeds chaotischer.

Feigenbaum toonde aan dat hetzelfde gedrag en dezelfde constante voorkomen in een brede klasse van wiskundige functies voor het begin van de chaos. Door dit universele resultaat kregen wiskundigen greep op het schijnbaar onhandelbare 'willekeurig' gedrag van chaotische systemen.